# Dominique Lawalrée
Dominique Lawalrée est un musicien belge, compositeur et pédagogue, né à Auderghem le 18 octobre 1954 et mort à Ottignies le 4 mai 2019. 
Tout en menant une carrière d’enseignant de la musique, Lawalrée fonde en 1976 le label Éditions Walrus comme un moyen de faire connaître sa musique, publiant en privé une série de disques solos tout au long des années 1980. Largement imprégnée de références à ses prédécesseurs comme Erik Satie, Brian Eno, Morton Feldman et les Beatles, la musique de Lawalrée de cette période ne cache pas ses influences.  
À la suite d'une expérience mystique en 1994, le travail de Lawalrée prend un tournant liturgique, exprimant sous la forme de musique sacrée de concert une spiritualité autrefois latente chez lui. Bien qu’Eno ait un jour exprimé son intérêt pour la publication des enregistrements de Lawalrée sur son label Obscure Records (en), la diffusion de la production de Lawalrée est longtemps restée limitée.  

## Biographie
Se décrivant lui-même comme « un gros plein de sons », Dominique Lawalrée est né dans la périphérie bruxelloise en 1954 d’un père botaniste et musicien, André Lawalrée (en). Avant de savoir marcher, il veut déjà jouer de la musique. Il suit des cours de piano et de solfège à partir de l’âge de huit ans et apprend la composition en autodidacte.     
Après ses études secondaires, il suit une formation musicale à l’IMEP (nl) à Namur, où il rencontre la musicienne Claire-Annie Hanse qu’il épouse en 1977 – année où il produit aussi le disque Les Gares du chanteur Raphy Marchal. Le couple s’installe à Bruxelles, où tous deux enseignent, avant de déménager dans le Brabant wallon. 
En 1994, à la suite d'un pèlerinage à Medjugorje, il infléchit son activité musicale vers la musique sacrée et s’engage dans le Tiers Ordre dominicain. Il tient régulièrement l’orgue à la chapelle de Froidmont à Rixensart, où il est aussi à l'initiative du Festival de Musiques liturgiques.                   
Il a donné des concerts en Belgique, en France, en Suisse, en Angleterre, en Allemagne, en Espagne et aux États-Unis,.                   
Il succombe à un AVC le 4 mai 2019,. 
Il a eu trois frère et sœurs, dont la cadette, Sabine, est également musicienne (pianiste et professeur). 

## Activité musicale
Dominique Lawalrée commence son activité de compositeur en 1973. Pianiste dans l’âme, il interprète lui-même ses œuvres, le plus souvent au clavier et aux percussions, et les publie plus volontiers sous forme de disques que de partitions, convaincu que « la musique est avant tout un phénomène sonore, pas un jeu d’écriture intellectuel ». Nourrissant peu d’illusions quant à un possible succès commercial,, il crée en 1976, avec son ami ingénieur du son Jean-Pierre Hermand, le label musical Éditions Walrus (devenu Music Today en 1992) pour en assurer lui-même la diffusion. Il y publie régulièrement ses compositions, avec son propre piano, des synthétiseurs multipistes, un enregistreur à bande, des percussions, un Wurlitzer, un orgue ou une voix. Au total, il sort une trentaine de disques et plus de 650 morceaux. Il a plusieurs fois été l’invité de Marc Moulin à la RTBF, dans le studio de qui il enregistra l’album Brins d’herbe. Le label new-yorkais Catch Wave publie en 2017 une compilation de ses œuvres parues entre 1978 et 1982, First Meeting,, qui attirera sur sa musique l’intérêt de l’avant-garde new-yorkaise,.  
Durant la première partie de sa carrière, sa musique postmoderne inspirée par l’avant-garde classique (Stravinsky, Stockhausen, Messiaen et surtout Erik Satie) intègre également des influences du jazz et du rock, notamment progressif (The Beatles, Soft Machine et Robert Wyatt, Brian Eno). Elle est souvent rattachée au courant minimaliste – dans la lignée de John Cage, Gavin Bryars ou Morton Feldman, proche de la Nouvelle Simplicité (en) – bien que la plupart des commentateurs s’empressent ensuite d’en souligner la singularité. Certains critiques ont aussi parlé de « musique d'ameublement », comme on le disait de celle de Satie, ou l'ont qualifiée de recreational décor (décor récréatif).              
Si Lawalrée a parfois collaboré avec d’autres musiciens comme Charles Loos, Marc Hollander ou Baudouin Oosterlynck, il travaille le plus souvent seul et interprète lui-même ses œuvres. En 1985, il crée toutefois une œuvre pour orchestre à cordes avec violon principal, la Symphonie de l’espoir. Cette pièce, plusieurs fois jouée à la BRT, est choisie avec Arches (quatuor à cordes, 1994) pour la bande-son du long métrage Khadak, Lion du futur à la Mostra de Venise en 2006.            
Un peu à la manière de la musique discrète de Brian Eno — les deux musiciens se connaissaient d’ailleurs et s’appréciaient mais n’ont jamais travaillé ensemble, –, Dominique Lawalrée compose également des pièces d’ambiance destinées à des lieux particuliers comme le musée de Louvain-la-Neuve en 1982 pour l’exposition Bis-Art, avec ses élèves du collège Saint-Michel, ou plus tard pour des lieux de prière comme la chapelle Matisse à Vence, la crypte de Notre-Dame de la Garde à Marseille ou la collégiale Sainte-Waudru à Mons.            
Lors de concerts, volontiers intimistes, il égrène sa musique modeste – consonante, souvent tonale ou modale – loin de toute virtuosité. « Silence et résonance sont deux éléments importants de sa musique », méditative voire priante selon ses mots, « ils donnent à la musique l'espace nécessaire, permettant à l'auditeur de percevoir pleinement le contenu et le timbre spécifique de la musique. ».             
À partir de 1994, sa musique prend explicitement une fonction liturgique ou sacrée. Elle devient en même temps plus mélodique, voire contrapuntique. Considérant aussi que, inconsciemment, l’auditeur adulte cherche volontiers l’effet des berceuses, par exemple au travers des beats hypnotiques du rock, il compose également des berceuses pour adultes (Nocturnes en 1996).             
Peu de temps avant sa mort, la renommée venant, il considérait être entré dans une troisième phase de son œuvre, avec la composition pour d’autres interprètes d’œuvres ouvertes dont il fixerait les règles générales.

## Enseignement
Parallèlement à son activité de compositeur, il commence après ses études à enseigner en secondaire au collège Saint-Michel à Etterbeek (de 1977 à 1992), où il prône l’écoute sans a priori de musiques de tous genres. Il enseigne aussi l’analyse musicale aux futurs musicologues de l’Université catholique de Louvain. Puis il assure les cours de pédagogie et méthodologie de l’éducation musicale à l’École normale catholique du Brabant wallon à Nivelles et Louvain-la-Neuve après avoir été inspecteur de l’enseignement musical pendant 18 ans.
Il a également une activité de conférencier, autant à propos d’Olivier Messiaen ou Stravinsky que des Beatles, et publie divers livres et articles. Il est notamment un chroniqueur régulier pour la revue musicale Crescendo-Magazine, et l’hebdomadaire catholique Dimanche. Il anime aussi plusieurs émissions sur RCF Bruxelles. 

## Discographie sélective
Aux éditions Walrus (Music Today après 1992) :
- Infinitudes, 1976 (LP – WLS 001)
- Le choix du titre est un faux problème, 1977 (LP – WLS 003)
- Brins d’herbe, 1978 (LP – WLS 005)
- Vis à vis, 1979 (LP – WLS 006)
- Vice-versa, 1980 (LP – WLS 010)
- Clandestin, 1982 (LP – WLS 011)
- Taciturne, 1984 (LP – WLS 014)
- Litanies du monde à venir, 1982 (LP – WLS 015)
- Symphonie de l’espoir, 1985 (LP – WLS 016) – repris dans la BO du film Khadak
- De temps en temps, 1986 (2 K7 – WLS 022)
- L’Espace d’un Instant, 1989 (K7/CD – MT 101-2)
- Jardins secrets, 1992 (CD – MT 104-2)
- Arches / Au-delà des apparences, quatuor à cordes, 1994 (CD – MT 107-2) – repris dans la BO du film Khadak
- Nocturnes, 1996 (CD – MT 108-2)
- Préludes à la prière, 1997 (MT 110-2)
- Vers une vie nouvelle, 2002 (MT 112-2)
- Préludes au silence, 2003
- 12 méditations eucharistiques, 2004
- De temps en temps, 2004
- Venite adoremus, 2005
- Musique pour la chapelle Matisse, 2005
- Small is beautiful, 2005
- De temps en temps, 2023 (Nicolas Horvath - Label 1001 Notes)

### Compilations
- Dominique Lawalrée, Conrad Setó, Albert Giménez, Six Jours à Barcelone, 1983, Filobus Records (LP 7" – D-1175)
- Dominique Lawalrée, Robert Fesler, Baudouin Oosterlynck, Eric De Visscher, Lawalree / R. Fesler / Oosterlynck / De Visscher, 1984 (2 LP – WLS 012/013)
- First Meeting, 2017, Catch Wave Ltd. (LP – CW 001) / Ergot Records (2) (LP – ERG-004)

## Livres et articles
- (avec 7 autres musiciens), Documenta Belgicæ nº1 – Musiques, Archennes, éditions P.M.A., 1983, 156 p.[33]
- Dominique Lawalrée (préf. Didier Dumont), Taciturne. Journal d’une composition 1983-1984, Bruxelles, éditions Le Sort d’ici-bas, 1984, 66 p.

- Dominique Collin o.p. et Dominique Lawalrée, La Musique sacrée, Bruxelles, Fidélité, coll. « Que penser de… ? », 2010, 128 p. (ISBN 978-2-87356-473-5 et 2-87356-473-3, OCLC 716944118, présentation en ligne, lire en ligne)
- Dominique Lawalrée, The Beatles : un guide pour les écouter, Camion blanc, 2014 (ISBN 978-2-35779-497-9 et 2-35779-497-6, OCLC 881161729, lire en ligne)
- Dominique Lawalrée, Led Zeppelin : un guide pour les écouter, Camion blanc, 2015, 352 p. (ISBN 978-2-35779-740-6 et 2-35779-740-1, OCLC 922819852, lire en ligne)
- Liste de ses articles publiés dans Crescendo-Magazine : https://www.crescendo-magazine.be/author/dominique-lawalree/